# جغرافیای روسیه

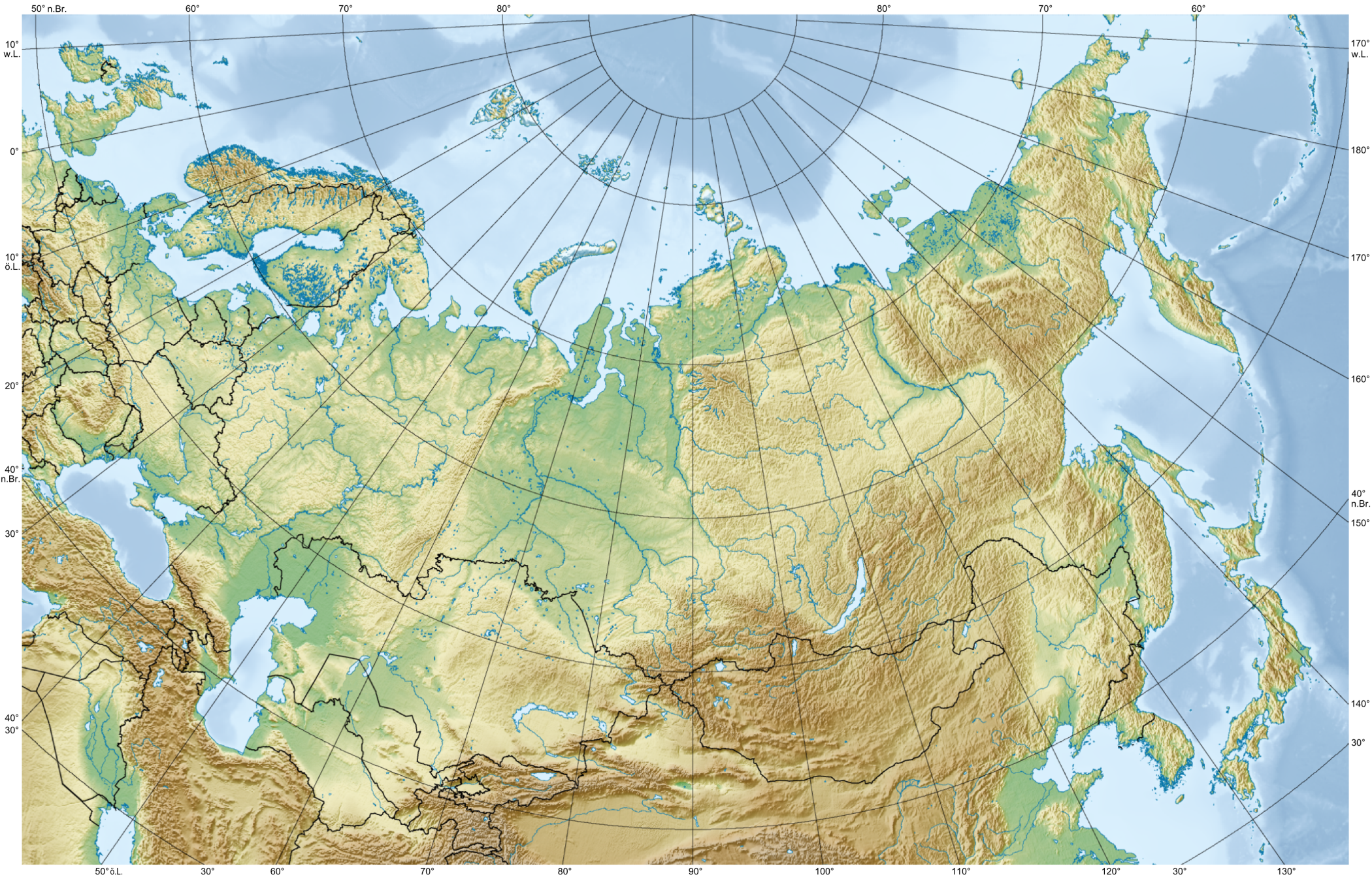
نقشه روسیه

روسیه در آسیای شمالی و اروپای خاوری واقع است و با اقیانوس آرام شمالی و اقیانوس منجمد شمالی؛ و نیز با دریای خزر، دریای سیاه، و دریای بالتیک مرز آبی دارد. روسیه با ۱۴ کشور آسیایی و اروپایی مرز زمینی دارد و با کشورهای پیرامون دریای برینگ، دریای ژاپن، دریای خزر، دریای سیاه، و دریای بالتیک ارتباط دریایی دارد.
همسایگان زمینی روسیه عبارتند از:
در جنوب خاور (آسیا): کره شمالی، چین، مغولستان، و قزاقستان
در جنوب باختر (قفقاز): جمهوری آذربایجان و گرجستان
در باختر (اروپا): اوکراین، بلاروس، لتونی، استونی، فنلاند، و نروژ؛ و در بخش جدامانده کالینینگراد با کشورهای لیتوانی و لهستان.

## تقسیمات کشوری

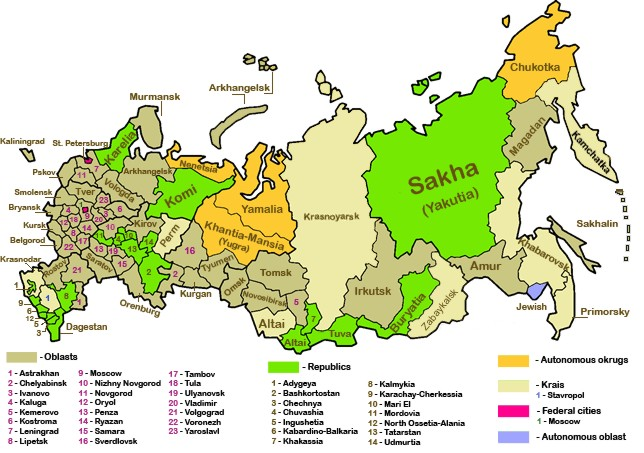
نقشه تقسیمات کشوری روسیه؛ سبز:جمهوری - کرم:سرزمین - قهوه‌ای:استان - زرد:ناحیه خودمختار - آبی:استان خودمختار یهودی - صورتی:۲ شهر فدرال مسکو و سن پترزبورگ